# Tefrinda
Tefrinda is een geslacht van rechtvleugeligen uit de familie doornsprinkhanen (Tetrigidae). De wetenschappelijke naam van dit geslacht is voor het eerst geldig gepubliceerd in 1906 door Bolívar.

## Soorten
Het geslacht Tefrinda  is monotypisch en omvat slechts de volgende soort:
- Tefrinda palpata (Stål, 1877)